# Dorfkirche Parum

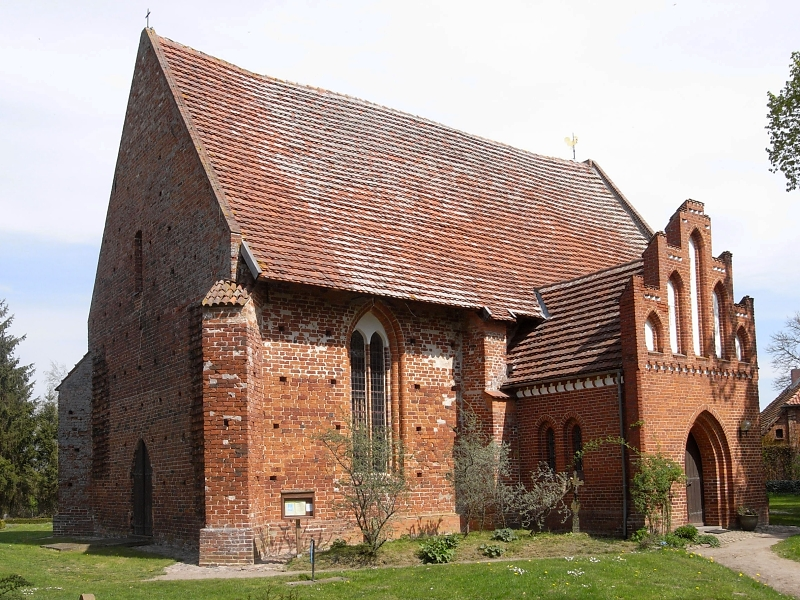
Dorfkirche in Parum

Die evangelische Dorfkirche Parum (auch: St. Laurentius) ist eine gotische Saalkirche im Ortsteil Parum von Gülzow-Prüzen im Landkreis Rostock in Mecklenburg-Vorpommern. Sie gehört zur Kirchengemeinde Parum im Kirchenkreis Mecklenburg der Evangelisch-Lutherischen Kirche in Norddeutschland (Nordkirche).

## Geschichte und Architektur
Die Kirche ist ein dreijochiger Backsteinsaal mit Nordsakristei, der dendrochronologisch auf 1328 (d) datiert wurde. Im Westen findet sich eine Verzahnung für einen geplanten Turm, im Osten sind über dreiteiligem Fenster und Kreuzband sowie an der Sakristei je ein Blendengiebel angeordnet. Die Längsseiten sind durch Strebepfeiler und zweiteilige Spitzbogenfenster gegliedert. Im mittleren Joch findet sich ein mit Viertelstäben profiliertes Portal in der Vorhalle von 1870. Innen schließen tief ansetzende querrechteckige Kreuzgewölbe mit Birnstäben für Rippen und Gurte den Raum ab.

## Ausstattung
Bei Restaurierungen in den Jahren 1981–1990 wurden Wandmalereien freigelegt: in deutlich umgrenzten Bildfeldern an der Nordwand vermutlich der heilige Laurentius, im Osten Maiestas Domini, eine Anbetung der Könige sowie eine nicht mehr erkennbare Szene hinter dem Altar und ein heiliger Christophorus aus der ersten Hälfte des 14. Jahrhunderts. Über dem Südportal sind ein Rahmen und eine Inschrift von 1695 angebracht, die im 18. Jahrhundert von einer Darstellung der Jakobsleiter übermalt wurde, gleichzeitig wurden die Fenstereinfassung gegenüber und die Darstellung des Weltgerichts im Westen geschaffen. Im Ostfenster ist eine Glasmalerei mit Christus und dem Wappen des Stifters Moenning, Langensee 1895 eingesetzt. Ein Grabstein des Priesters Johann aus dem Jahr 1339 ist mit einer Ritzzeichnung des Verstorbenen versehen.

## Orgel
Die Orgel ist ein Werk von Friedrich Ladegast aus dem Jahr 1891 mit sieben Registern auf einem Manual und Pedal. Die Disposition der Orgel lautet:
| Manual C–f3 |            |
| Principal   | 8′         |
| Principal   | 4′         |
| Flöte       | 8′         |
| Gedackt     | 8′         |
| Flöte minor | 4′         |
| Doublette   | 2′ + 2 ⁄3′ |

| Pedal C–d1 |     |
| Subbaß     | 16′ |

- Koppeln: Pedalcoppel